# Dendryphantes legibilis
Dendryphantes legibilis är en spindelart som först beskrevs av Hercule Nicolet 1849.  Dendryphantes legibilis ingår i släktet Dendryphantes och familjen hoppspindlar. Inga underarter finns listade i Catalogue of Life.